# Di Stéffano
Di Stéffano é um professor, baterista, produtor musical e compositor brasileiro.
Criado no nordeste, tem residência fixa no Rio de Janeiro.
Como instrutor e educador, realizou workshops e masterclasses em todo o Brasil, tendo participado da II e III Semana da Música na Universidade Federal de Mato Grosso, em Cuiabá; XI Festival Internacional de Inverno de Domingos Martins, no Espírito Santo; e XIX Festival de Inverno de São João Del Rey.
Como produtor e músico foi indicado ao Grammy Latino 2010, na categoria instrumental, com o CD O Tempo e a Música, do compositor e baixista carioca Arthur Maia.

## Discografia[3]
- Ribeira Jam (CD, 2005)
- Di Stéffano Ao vivo (CD e DVD, 2009)
- Outros Mares (CD, 2012)